# Forbes
Denna artikel handlar om tidskriften Forbes. För andra betydelser av Forbes, se Forbes (olika betydelser).

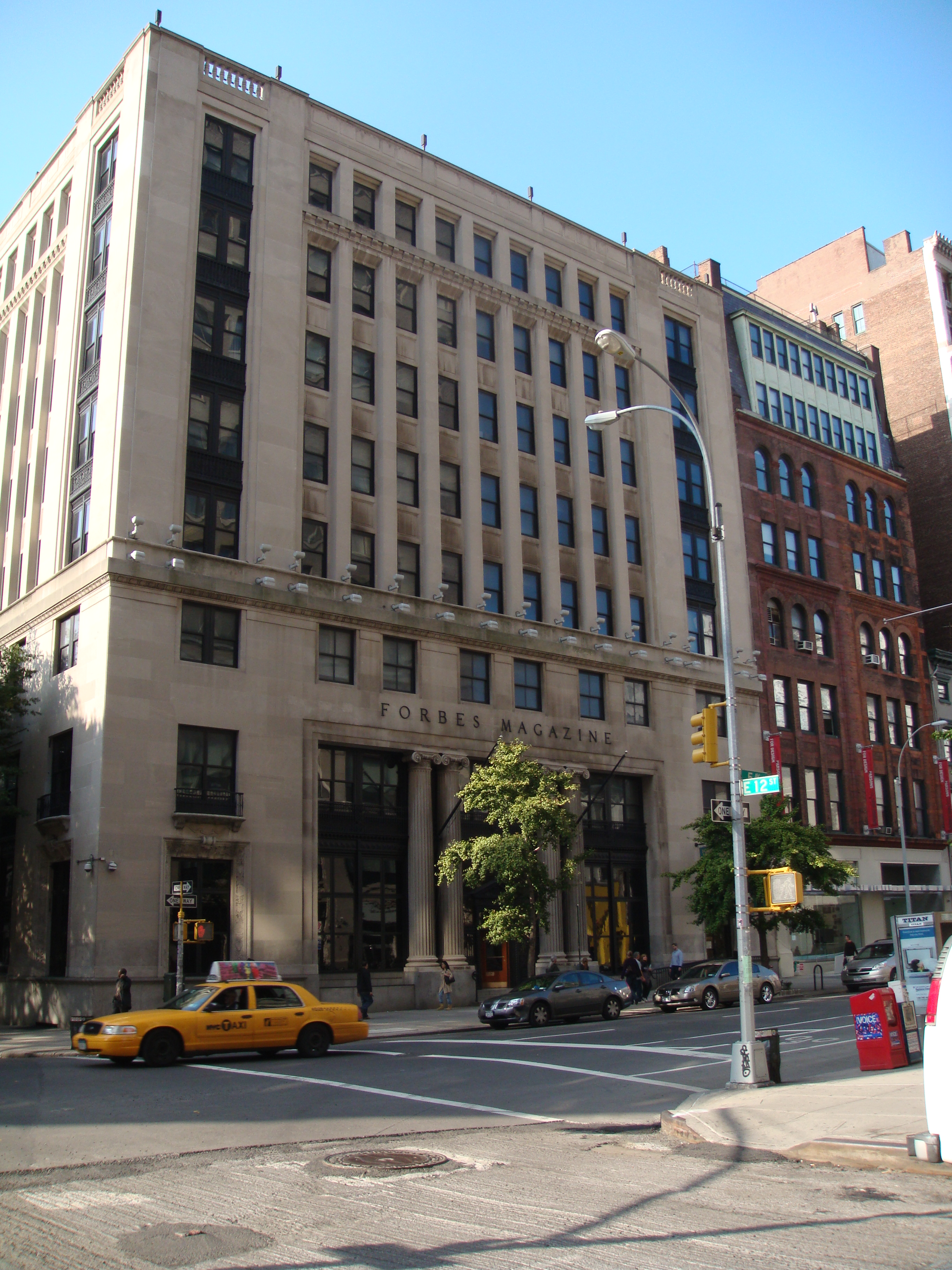
Forbes Building på Fifth Avenue i New York. (Forbes tidigare huvudkontor.)

Forbes (Forbes Magazine) är en amerikansk affärstidning som utkommer varannan vecka och ägs av Forbes, Inc.. Forbes publicerades för första gången i september 1917 och grundades av Bertie Charles (“B.C.”) Forbes.
Forbes skriver huvudsakligen om ekonomi, industri, investeringar och marknadsföring men också om teknologi, kommunikation, forskning och juridik. Randall Lane är sedan 2011 redaktör på Forbes och huvudkontoret finns i New York. Forbes har en upplaga på 928 464 exemplar (2016). Forbes största konkurrenter är Fortune och Bloomberg Businessweek.

## Listor
Varje år brukar man på Forbes sammanställa olika listor på exempelvis världens rikaste personer, och dessa listor brukar citeras i tidningar och media världen över.
Några listor i urval:
- Forbes 400 – lista över Amerikas 400 rikaste personer
- Forbes 500 – lista över Amerikas 500 mest framgångsrika företag
- Forbes Global 2000 – lista över världens 2 000 mest framgångsrika företag
- The World's Billionaires – lista över världens rikaste personer
- Highest Paid Athletes – lista över världens högst betalda idrottsutövare
- Best Countries for Business – lista över världens bästa länder att göra affärer i